# Food Hunters
Food Hunters fue un reality show gastronómico estadounidense creado por Nickelodeon y presentado por la chef Lorena García. Esta producción planteó que competirán 8 participantes entre 8 y 13 años. El programa se estrenó el 16 de octubre de 2016 en Latinoamérica, y actualmente ya terminó. El proyecto comenzó su rodaje a inicios de mayo y cuenta con concursantes de toda la región. Este programa contó con 12 episodios de 60 minutos y fue producida en colaboración con Chef Lorena García y Cinemat Inc. para Nickelodeon Latinoamérica.

## Formato
En este dinámico show, 4 equipos de 2 concursantes cada uno competirán en una divertida carrera de retos en exteriores para recolectar los ingredientes necesarios para este gran concurso culinario de Nickelodeon. Los primeros 3 equipos en completar el reto en exteriores usará los ingredientes recolectados, su imaginación y sus habilidades culinarias para la prueba individual contra sus compañeros en la cocina. Ellos competirán contra reloj y bajo el mando de la chef venezolana Lorena García, quien aparte de ser personalidad de TV, autora publicada y dueña de varios restaurantes, ahora evaluará y decidirá quién será el ganador de cada episodio.
El concursante ganador gana una medalla y una beca para continuar con sus estudios culinarios.

## Lista de episodios
| # (serie) | Título original                 | Estreno original        | Código |
| --------- | ------------------------------- | ----------------------- | ------ |
| 1         | «Como leche para mantequilla»   | 16 de octubre de 2016   | 101    |
| 2         | «El ingrediente misterioso»     | 23 de octubre de 2016   | 102    |
| 3         | «¡Viva la Pasta!»               | 30 de octubre de 2016   | 103    |
| 4         | «¿La gallina o el huevo?»       | 6 de noviembre de 2016  | 104    |
| 5         | «Rica Ricota»                   | 13 de noviembre de 2016 | 105    |
| 6         | «Maíz Movedizo»                 | 20 de noviembre de 2016 | 106    |
| 7         | «Papa y puntería»               | 27 de noviembre de 2016 | 107    |
| 8         | «Lluvia de mangos»              | 4 de diciembre de 2016  | 108    |
| 9         | «Esquí granjero»                | 11 de diciembre de 2016 | 109    |
| 10        | «Feliz como una lombriz»        | 18 de diciembre de 2016 | 110    |
| 11        | «Veloz como el arroz»           | 8 de enero de 2017      | 111    |
| 12        | «La gran final de Food Hunters» | 15 de enero de 2017     | 112    |

## Concursantes

### Episodio 1
| Concursante | Concursante | Edad                       | Información            |
| ----------- | ----------- | -------------------------- | ---------------------- |
|             | Sofia       | 13 años                    | Ganadora Equipo Morado |
| Lara        | 12 años     | Finalista Equipo Morado    |                        |
| Nadia       | 12 años     | Finalistas Equipo Azul     |                        |
| Valentina   | 11 años     |                            |                        |
| Kevin       | 13 años     | Finalistas Equipo Amarillo |                        |
| Luis        | 12 años     |                            |                        |
| Luisa       | 13 años     | Eliminados Equipo Rojo     |                        |
| Santiago    | 13 años     |                            |                        |

### Estadísticas
| Sofia     | Salvadas  | Ganan     | Inmunes    | Salvadas  | Salvadas  | Nominadas  | Ganan      | Ganadora  |  |  |  |  |  |  |  |  |  |  |  |  |  |  |  |  |  |  |  |  |  |  |  |  |  |  |  |  |  |  |  |  |  |  |  |  |  |  |  |  |  |  |  |  |  |  |  |  |
| Lara      | Salvadas  | Ganan     | Inmunes    | Salvadas  | Salvadas  | Nominadas  | Ganan      | Finalista |  |  |  |  |  |  |  |  |  |  |  |  |  |  |  |  |  |  |  |  |  |  |  |  |  |  |  |  |  |  |  |  |  |  |  |  |  |  |  |  |  |  |  |  |  |  |  |  |
| Nadia     | Ganan     | Salvadas  | Inmunes    | Ganan     | Salvadas  | Inmunes    | Eliminadas |           |  |  |  |  |  |  |  |  |  |  |  |  |  |  |  |  |  |  |  |  |  |  |  |  |  |  |  |  |  |  |  |  |  |  |  |  |  |  |  |  |  |  |  |  |  |  |  |  |
| Valentina | Ganan     | Salvadas  | Inmunes    | Ganan     | Salvadas  | Inmunes    | Eliminadas |           |  |  |  |  |  |  |  |  |  |  |  |  |  |  |  |  |  |  |  |  |  |  |  |  |  |  |  |  |  |  |  |  |  |  |  |  |  |  |  |  |  |  |  |  |  |  |  |  |
| Kevin     | Nominados | Salvados  | Nominados  | Nominados | Nominados | Eliminados |            |           |  |  |  |  |  |  |  |  |  |  |  |  |  |  |  |  |  |  |  |  |  |  |  |  |  |  |  |  |  |  |  |  |  |  |  |  |  |  |  |  |  |  |  |  |  |  |  |  |
| Luis      | Nominados | Salvados  | Nominados  | Nominados | Nominados | Eliminados |            |           |  |  |  |  |  |  |  |  |  |  |  |  |  |  |  |  |  |  |  |  |  |  |  |  |  |  |  |  |  |  |  |  |  |  |  |  |  |  |  |  |  |  |  |  |  |  |  |  |
| Luisa     | Salvados  | Nominados | Eliminados |           |           |            |            |           |  |  |  |  |  |  |  |  |  |  |  |  |  |  |  |  |  |  |  |  |  |  |  |  |  |  |  |  |  |  |  |  |  |  |  |  |  |  |  |  |  |  |  |  |  |  |  |  |
| Santiago  | Salvados  | Nominados | Eliminados |           |           |            |            |           |  |  |  |  |  |  |  |  |  |  |  |  |  |  |  |  |  |  |  |  |  |  |  |  |  |  |  |  |  |  |  |  |  |  |  |  |  |  |  |  |  |  |  |  |  |  |  |  |

### Episodio 2
| Concursante | Concursante | Edad                       | Información           |
| ----------- | ----------- | -------------------------- | --------------------- |
|             | Luis        | 11 años                    | Ganador Equipo Morado |
| Sofía       | 11 años     | Finalista Equipo Morado    |                       |
| Valentina   | 12 años     | Finalistas Equipo Rojo     |                       |
| Juan Martín | 13 años     |                            |                       |
| Tanya       | 12 años     | Finalistas Equipo Amarillo |                       |
| Daniela     | 10 años     |                            |                       |
| Giancarlo   | 13 años     | Eliminados Equipo Azul     |                       |
| Brandon     | 11 años     |                            |                       |

### Episodio 3
| Concursante | Concursante | Edad                       | Información           |
| ----------- | ----------- | -------------------------- | --------------------- |
|             | José Daniel | 13 años                    | Ganador Equipo Morado |
| Milena      | 12 años     | Finalista Equipo Morado    |                       |
| Agustín     | 10 años     | Finalistas Equipo Azul     |                       |
| Emilia      | 12 años     |                            |                       |
| Isabella    | 10 años     | Finalistas Equipo Amarillo |                       |
| Juan        | 12 años     |                            |                       |
| Elisa       | 11 años     | Eliminados Equipo Rojo     |                       |
| Enrique     | 13 años     |                            |                       |

### Episodio 4
| Concursante | Concursante | Edad                       | Información            |
| ----------- | ----------- | -------------------------- | ---------------------- |
|             | Gabriela    | 11 años                    | Ganadora Equipo Morado |
| Paulina     | 9 años      | Finalista Equipo Morado    |                        |
| Pedro       | 10 años     | Finalistas Equipo Azul     |                        |
| Luis        | 11 años     |                            |                        |
| Santiago    | 9 años      | Finalistas Equipo Rojo     |                        |
| Salvatore   | 11 años     |                            |                        |
| Paula       | 11 años     | Eliminados Equipo Amarillo |                        |
| Charlotte   | 10 años     |                            |                        |

### Episodio 5
| Concursante | Concursante | Edad                      | Información             |
| ----------- | ----------- | ------------------------- | ----------------------- |
|             | Santiago    | 13 años                   | Ganador Equipo Amarillo |
| Antonia     | 13 años     | Finalista Equipo Amarillo |                         |
| Uziel       | 13 años     | Finalistas Equipo Azul    |                         |
| Esther      | 13 años     |                           |                         |
| Victoria    | 12 años     | Finalistas Equipo Rojo    |                         |
| Andrés      | 11 años     |                           |                         |
| Luka        | 11 años     | Eliminados Equipo Morado  |                         |
| Tania       | 13 años     |                           |                         |

### Episodio 6
| Concursante | Concursante | Edad                       | Información            |
| ----------- | ----------- | -------------------------- | ---------------------- |
|             | María Julia | 12 años                    | Ganadora Equipo Morado |
| Eduardo     | 10 años     | Finalista Equipo Morado    |                        |
| Daniela     | 14 años     | Finalistas Equipo Azul     |                        |
| Haquin      | 12 años     |                            |                        |
| Nicholas    | 12 años     | Finalistas Equipo Amarillo |                        |
| Sophie      | 12 años     |                            |                        |
| Lucas       | 12 años     | Eliminados Equipo Rojo     |                        |
| Victoria    | 12 años     |                            |                        |

### Episodio 7
| Concursante | Concursante | Edad                      | Información             |
| ----------- | ----------- | ------------------------- | ----------------------- |
|             | Javier      | 11 años                   | Ganador Equipo Amarillo |
| Mariana     | 10 años     | Finalista Equipo Amarillo |                         |
| María José  | 11 años     | Finalistas Equipo Azul    |                         |
| Juan Miguel | 8 años      |                           |                         |
| Santiago    | 12 años     | Finalistas Equipo Rojo    |                         |
| Aura        | 9 años      |                           |                         |
| Daniel      | 10 años     | Eliminados Equipo Morado  |                         |
| Michelle    | 10 años     |                           |                         |

### Episodio 8
| Concursante | Concursante | Edad                      | Información              |
| ----------- | ----------- | ------------------------- | ------------------------ |
|             | Aranza      | 9 años                    | Ganadora Equipo Amarillo |
| María Paz   | 12 años     | Finalista Equipo Amarillo |                          |
| Mariana     | 8 años      | Finalistas Equipo Morado  |                          |
| Marco       | 9 años      |                           |                          |
| Natalia     | 10 años     | Finalistas Equipo Rojo    |                          |
| Camila      | 11 años     |                           |                          |
| Maikol      | 8 años      | Eliminados Equipo Azul    |                          |
| Nicolas     | 10 años     |                           |                          |

### Episodio 9
| Concursante  | Concursante | Edad                       | Información            |
| ------------ | ----------- | -------------------------- | ---------------------- |
|              | Renatta     | 9 años                     | Ganadora Equipo Morado |
| Ximena       | 11 años     | Finalista Equipo Morado    |                        |
| Delfina      | 11 años     | Finalistas Equipo Azul     |                        |
| Leyla        | 9 años      |                            |                        |
| Paula        | 12 años     | Finalistas Equipo Amarillo |                        |
| Ana Victoria | 10 años     |                            |                        |
| Ema          | 11 años     | Eliminados Equipo Rojo     |                        |
| Paulina      | 11 años     |                            |                        |

### Episodio 10
| Concursante         | Concursante | Edad                       | Información          |
| ------------------- | ----------- | -------------------------- | -------------------- |
|                     | Camila      | 9 años                     | Ganadora Equipo Rojo |
| Samuel              | 9 años      | Finalista Equipo Rojo      |                      |
| Ivanna              | 11 años     | Finalistas Equipo Morado   |                      |
| Morena              | 9 años      |                            |                      |
| José Joaquín        | 10 años     | Finalistas Equipo Amarillo |                      |
| André MOTOPAPI Lira | 10 años     |                            |                      |
| Silvana             | 11 años     | Eliminados Equipo Azul     |                      |
| Salvador            | 10 años     |                            |                      |

### Episodio 11
| Concursante | Concursante | Edad                       | Información          |
| ----------- | ----------- | -------------------------- | -------------------- |
|             | Lara        | 13 años                    | Ganadora Equipo Azul |
| Matias      | 12 años     | Finalista Equipo Azul      |                      |
| Mateo       | 10 años     | Finalistas Equipo Amarillo |                      |
| Grace       | 10 años     |                            |                      |
| Sebastian   | 12 años     | Finalistas Equipo Morado   |                      |
| Lilian      | 11 años     |                            |                      |
| Ángel       | 12 años     | Eliminados Equipo Rojo     |                      |
| Daniela     | 9 años      |                            |                      |